# José Francisco Peña Gómez

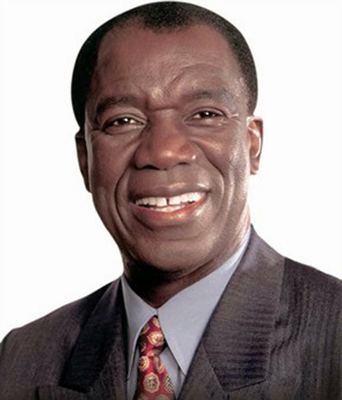
José Francisco Peña Gómez

José Francisco Peña Gómez (* 6. März 1937 in La loma de El Flaco, Cruce de Guayacanes, Provinz Valverde, Dominikanische Republik; † 10. Mai 1998 in Cambita Garabitos, Provinz San Cristóbal, Dominikanische Republik) war ein dominikanischer Politiker. Ab 1973 war er als Nachfolger von Juan Bosch der Führer des Partido Revolucionario Dominicano (PRD), zunächst als Generalsekretär, ab 1986 als Präsident der Partei. Er kandidierte dreimal erfolglos für die Präsidentschaft des Landes (1990, 1994 und 1996). 1982 bis 1986 war er Bürgermeister von Santo Domingo, 1983 bis 1998 Vizepräsident der Sozialistischen Internationale und Präsident von deren Komitee für Lateinamerika und die Karibik, SICLAC. Er gilt zusammen mit Joaquín Balaguer und Juan Bosch als einer der markantesten Politiker der Dominikanischen Republik des 20. Jahrhunderts und war einer der vor allem in ärmeren Schichten populärsten politischen Führer der neuesten politischen Geschichte der Dominikanischen Republik.

## Leben
Peña Gómez war Sohn von Oguís Vincent, einem illegalen haitianischen Einwanderer, und der Dominikanerin María Marcelino. Er wurde als Kleinkind von einer Bauernfamilie adoptiert, nachdem seine Eltern 1937 wegen des vom Diktator Rafael Trujillo im gleichen Jahr gegen die Haitianer angeordneten Massakers nach Haiti hatten flüchten müssen (wo sie starben). Die Familie zog Peña Gómez wie ihren eigenen Sohn auf und gab ihm ihren Namen. Später benutzten Gegner Peña Gómez’ seine haitianische Herkunft gegen ihn.
Peña Gómez zeigte früh immensen Wissensdurst und großes Interesse, sich weiterzuentwickeln. Mit acht Jahren arbeitete er bereits in einem Lebensmittelgeschäft und einer Bar und hatte während seiner Jugendzeit Jobs als Schuster und Friseurlehrling. 1952, mit 15 Jahren, wurde er Lehrer in einem Alphabetisierungsprogramm für arme Kinder in seiner Heimatprovinz, später arbeitete er als Lehrer in Schulen auf dem Land. 1959 zog er nach Santo Domingo, wo er einen Rundfunkkurs besuchte und aufgrund seines Talentes von einer Radiostation bald als Kommentator von Baseballspielen und anderen Sportveranstaltungen eingesetzt wurde.
1961 absolvierte er einen Kurs in Politikwissenschaft in San José (Costa Rica) sowie einen Kurs in politischer Bildung in San Juan (Puerto Rico). 1962 setzte er seine Ausbildung in Politikwissenschaft an den Universitäten von Harvard in Cambridge (Massachusetts) und Michigan in East Lansing in den USA fort. Nach seiner Rückkehr in die Dominikanische Republik nahm er ein Studium der Rechtswissenschaften an der Universidad Autónoma de Santo Domingo auf und wurde dort 1970 mit der Dissertation Fracaso de la democracia representativa a la luz del derecho constitucional (Das Versagen der repräsentativen Demokratie im Lichte des Verfassungsrechts) promoviert. 1971 und 1972 schloss Peña Gómez an der Sorbonne in Paris Studien in Politikwissenschaft und Verfassungsrecht und Arbeitsrecht mit je einem Bachelor of Arts ab. Er besaß damit vier akademische Grade.
Ein Beleg seiner intellektuellen Fähigkeiten ist auch seine Beherrschung von sieben Sprachen, darunter Französisch, Italienisch, Deutsch, Russisch und Latein.
Peña Gómez war drei Mal verheiratet, zuerst mit Julia Idalia Guaba Martínez, mit der er vier Kinder hatte: Lourdes Fátima, Luz del Alba „Luchy“, José Francisco Peña Guaba („José Frank“) und Francisco Antonio „Tony“ Peña Guaba. Seine zweite Ehefrau war Ana Rosa Meléndez (frühere Direktorin des Museums für dominikanische Kunst), mit der er die Tochter María Rosa Peña Meléndez hatte. Seine dritte und letzte Ehefrau war Alba „Peggy“ Cabral Cornero, Tochter des dominikanischen Schriftstellers Manuel del Cabral, mit der er keine Kinder hatte. Sie ist eine von zwei Co-Präsidenten des PRD. Peña Gómez hatte insgesamt zehn Kinder, außer den genannten noch Angela, Desiree, Abril, Arleny und Ana Rosa.
1994 wurde bei Peña Gómez Bauchspeicheldrüsenkrebs diagnostiziert. Nach einer Behandlung in den USA schien er die Krankheit besiegt zu haben, sie brach jedoch wieder aus, und Peña Gómez pendelte bis zu seinem Tod zwischen Santo Domingo und New York, um sich dort behandeln zu lassen. Er starb schließlich an einem Lungenödem.

## Dominikanischer Bürgerkrieg und Exil
Seit 1961 war Peña Gómez Anhänger von Juan Bosch, damals Führer des Partido Revolucionario Dominicano (PRD). Bosch gewann die seit 32 Jahren erste demokratische Präsidentschaftswahl 1962, seine Regierung wurde jedoch bereits am 25. September 1963 durch einen Militärputsch gestürzt. 1965 erlangte Peña Gómez größere Bekanntheit, als er während des Dominikanischen Bürgerkriegs über Radio Santo Domingo zu einem Aufstand gegen die Militärjunta und für eine Wiedereinsetzung Boschs als Präsident aufrief. US-Präsident Lyndon Johnson ordnete darauf eine militärische Invasion an, um eine, wie er befürchtete, kommunistische Bewegung im Lande zu verhindern.
Peña Gómez flüchtete nach Frankreich. Auch in seinem zweijährigen Exil bemühte er sich darum, dass Menschenrechtsverletzungen in der Dominikanischen Republik international verurteilt wurden. Er knüpfte Kontakte zu internationalen Gruppierungen, die für ihn auch später und bis zu seinem Tode eine wichtige Rolle spielten.

## Bürgermeister von Santo Domingo
1982–1986 war Peña Gómez Bürgermeister von Santo Domingo. An seine Amtszeit erinnern die Plaza Güibia am Malecón und die Bepflanzung der großen Boulevards mit blühenden Bäumen. 1998 kandidierte Peña Gómez erneut als Bürgermeister Santo Domingos, starb aber sechs Tage vor der Wahl. Der PRD gewann die Wahl mit dem in letzter Minute angetretenen Johnny Ventura trotzdem. Die Witwe Peña Gomez’, Peggy Cabral, wurde zur Vizebürgermeisterin gewählt.

## Führer des PRD
1973 wurde Peña Gómez, nachdem Juan Bosch den PRD nach zunehmenden Differenzen mit Peña Gómez und anderen Parteimitgliedern verlassen und den Partido de la Liberación Dominicana (PLD) gegründet hatte, alleiniger und unbestrittener Leader des PRD. Der PRD gewann darauf die Präsidentschaftswahlen 1978 (mit Antonio Guzmán) und 1982 (mit Salvador Jorge Blanco). 1986 wurde Peña Gómez zum Präsidenten des PRD gewählt.
Als Bürgermeister von Santo Domingo war Peña Gómez prädestiniert, als Kandidat des PRD für die Präsidentschaftswahl 1986 nominiert zu werden. Die Partei zog ihm jedoch Jacobo Majluta Azar vor, weil gewichtige Parteimitglieder der Meinung waren, ein Schwarzer, noch dazu haitianischer Herkunft, habe keine Chance, die Wahl zu gewinnen. Die Wahlveranstaltung der Partei im Hotel „Dominican Concorde“ artete zu einem Gemenge aus, das einen Toten und mehrere Verletzte forderte und in die Geschichte als „el concordazo“ einging. Damit sich die Partei auf den offiziellen Kandidaten einigen sollte, versprach der abtretende Präsident Salvador Jorge Blanco einen „Pacto la Unión“ (Zusammenschluss der Partei). Aber angesichts der Zerstrittenheit der Partei und der allgemeinen Unzufriedenheit mit der Korruption der Regierung Jorge Blancos wurde der 80-jährige Joaquín Balaguer vom Partido Reformista Social Cristiano (PRSC), Präsident 1960–1961 und 1966–1978, ein weiteres Mal gewählt.
1990 wurde Peña Gómez schließlich von seiner Partei als offizieller Präsidentschaftskandidat nominiert, wurde aber nur Dritter hinter Balaguer und Bosch vom Partido de la Liberación Dominicana (PLD).
1994 war der PRD bereits gefestigter, und Peña Gómez kandidierte erneut als Präsident. Die Kampagne war sogar für dominikanische Verhältnisse schmutzig und von Gewalt überschattet. Peña Gómez verlor gegen Balaguer extrem knapp in einer von Unregelmäßigkeiten begleiteten Wahl. Zahlreiche Anhänger Peña Gómez’ mussten beim Versuch zu wählen feststellen, dass ihre Namen vom Wahlregister gestrichen worden waren. Peña Gómez rief zu einem Generalstreik auf, den seine Anhänger weitgehend befolgten. Nach internationalen Protesten wurde eine Untersuchung durchgeführt, deren Ergebnisse zu schweren Bedenken bezüglich der Rechtmäßigkeit der Wahl führten. Die staatliche Wahlkommission kannte die Anzahl der registrierten Wähler nicht, und die Wahlzettel, die in den Wahllokalen verteilt wurden, entsprachen nicht denen, die den Parteien zugestellt worden waren. Die Untersuchung ergab auch, dass rund 200.000 Personen vom Wahlregister entfernt worden waren. Nach intensiven Verhandlungen kündigte Balaguer an, dass er zwei Jahre früher als geplant, 1996, zurücktreten werde, nach insgesamt sieben Amtszeiten.
In der Präsidentschaftswahl 1996 kandidierte Peña Gómez erneut. Er gewann den ersten Wahlgang, verfehlte aber die absolute Mehrheit. Im zweiten Wahlgang gewann der Anwalt Leonel Fernández vom Partido de la Liberación Dominicana (PLD) die Wahl knapp dank der Unterstützung von Balaguers PRSC.

## Ehrungen
- Orden Nacional de Duarte, Sánchez y Mella, Gran Cruz de Plata, Dominikanische Republik 1986
- Orden al Mérito, Gran Cruz Placa de Plata, Republik Ecuador
- Orden de la libertad, Gran Cruz Placa de Plata, Republik Portugal 1995
- Orden de Carlos Fonseca des Frente Sandinista de Liberación Nacional, Nicaragua
- Orden Vicente Emilio Sojo, Primera Clase, Asamblea Legislativa Estado de Miranda, Venezuela
- Honor al Mérito de la Gobernación del Distrito Federal, Venezuela
- Ehrendoktorat der Universidad Complutense Madrid, Spanien 1995
- Goldmedaille der Polytechnischen Universität Madrid, Spanien 1995
- Ehrendoktorat der Universidad Tecnológica de Santiago (UTESA), Santiago, Dominikanische Republik 1995
- Ehrendoktorat der Universidad Evangélica Dominicana, Santo Domingo, Dominikanische Republik 1996
- Académico Honorario der Juristischen Fakultät der Universidad Complutense Madrid, Spanien 1996
- Académico Honorario der Real Academia de Jurisprudencia y Legislación, Madrid, Spanien 1996
- Hijo Meritísimo y Maestro de la Política, durch Resolution des Nationalen Kongresses der Dominikanischen Republik 1966
- Ehrendoktorat (postum) der Universidad Autónoma de Santo Domingo (UASD), 10. Mai 1999[8]
- 2003, während der Regierungszeit des PRD (2000–2004), wurde der Aeropuerto Internacional Las Américas in Santo Domingo zu seinen Ehren in Aeropuerto Internacional Las Américas José Francisco Peña Gómez umbenannt.

## Reminiszenzen
José Francisco Peña Gómez war einer der beliebtesten Führer der jüngsten politischen Geschichte der Dominikanischen Republik, vor allem bei den ärmeren Schichten. Als sein Tod bekannt wurde, strömten seine Anhänger aus allen Teilen des Landes nach Santo Domingo, wo die dominikanische Regierung seinen Leichnam im Olympiastadion Juan Pablo Duarte aufbahren musste, um allen die Möglichkeit zu geben, ihm die letzte Ehre zu erweisen.
Peña Gómez blieb für die Dominikaner ein Synonym für Demokratie. Mit seiner Überzeugungskraft und seiner rednerischen Begabung füllte er während der Wahlkampagnen die Straßen. Sein größter Nachteil war anderseits sein aufbrausender und leidenschaftlicher Charakter, der ihn zu Fehlern verführte, die seine Rivalen wie Joaquín Balaguer ausnutzten. In einer seiner berühmtesten Reden rief er beispielsweise aus, Pooooorque si me tocan… la República Dominicana cogerá fuego por la’ cuatro’ esquina’ compañero (Weil, wenn sie mich antasten, wird die Dominikanische Republik Feuer in allen vier Ecken fangen, mein Kamerad), ein Ausspruch, der leicht gegen ihn verwendet werden konnte.
Peña Gómez litt wegen seiner Farbe und seiner (wahrscheinlichen) haitianischen Herkunft stets unter Rassismus und Fremdenfeindlichkeit, selbst innerhalb seiner Partei. Seine Herkunft war immer ein Thema. Obwohl seine Abstammung von einem haitianischen Vater als gesichert gilt, hat Peña Gómez sie nie bestätigt oder bestritten.
Eine der vielen Anekdoten um Peña Gómez, der die Mitglieder seiner Partei stets mit compañero (Kamerad) ansprach, ist, dass sich bei seiner Präsidentschaftskandidatur 1994 der Kandidat für die Vizepräsidentschaft Fernando Álvarez Bogaert als niemand anderes herausstellte denn als Sohn der Besitzerfamilie des Bauernhofs, wo er aufgewachsen war.
Peña Gómez ist auch bekannt als Erfinder der berüchtigten politischen Formel Dos mas Dos, die es erlaubte, dass ein Sitz im Senat auf zwei Kandidaten aufgeteilt wurde, die ihn während einer Amtszeit hintereinander einnehmen konnten. Geschaffen wurde die Formel, um unzufriedene Mitglieder des PRD zu besänftigen, die den Sieg keinem andern Kandidaten ihres Wahlbezirks abtreten wollten. Obwohl eine klar antidemokratische Maßnahme, wird sie durch eine Lücke in der dominikanischen Verfassung ermöglicht, die es einem gewählten Kandidaten erlaubt, seinen Sitz zu „verhandeln“ oder ihn mit allen Privilegien des Amtes einem andern Mitglied seiner Partei abzugeben.
Der 2015 erschienene dominikanische Film Del color de la noche von Agliberto Meléndez zeichnet das Leben von Peña Gómez und seinen Kampf um die Gleichstellung der Rassen nach und behandelt die Schwierigkeiten der schwarzen Bevölkerung, den ihnen gebührenden Platz in der Gesellschaft zu erhalten. Der Titel des Films entstammt einem Ausspruch aus einer Rede Peña Gómez’: Porque soy del color de la noche… (Weil ich die Farbe der Nacht habe…).

## Werke
- Fracaso de la democracia representativa a la luz del derecho constitucional (Dissertation). Editora Manatí, Santo Domingo 2002, ISBN 978-99934-20-27-9.
- Internacional, socialdemócrata e inmortal: selección de discursos, alocuciones y cartas a propósito de la Reunión Mundial de la Internacional Socialista. Editora Manatí, Santo Domingo 2001, ISBN 978-99934-20-23-1.
- Mis ultimos discursos. Editora Manatí, Santo Domingo 2001, ISBN 978-99934-20-14-9.
- Gestión municipal, 1982–1986. Editora de Colores, Santo Domingo 1997.
- Primero la gente: base programática del gobierno compartido. Editora de Colores, Santo Domingo 1996.
- mit Fernando Alvarez Bogaert: Anatomía del fraude electoral: testimonio preliminar, presentado al pueblo dominicano en nombre de los partidos que componen el Acuerdo de Santo Domingo. Editorial Gente, Santo Domingo 1994.
- Despierta Panamá: Torrijos te llama. Fundación Omar Torrijos, Panama 1991.
- Participación en la democracia: agosto 16 de 1982–agosto 15 de 1986. In: Sara Peralta de Rathe: Investigación, recopilación y edición. Editora Corripio, Santo Domingo 1986.
- Construcción de la democracia: agosto 16 de 1978–agosto 15 de 1982. In: Sara Peralta de Rathe: Investigación, recopilación y edición. Editora Corripio, Santo Domingo 1986.
- Colección pensamiento político. In: Sara Peralta de Rathe: Investigación, recopilación y edición. Editora Corripio, Santo Domingo 1986.
- Problemas de la institucionalización y preservación de la democracia en la República Dominicana. Forum, Santo Domingo 1982.
- 10 discursos. Secretaría General del Partido Revolucionario Dominicano, Santo Domingo 1979.